# بطیحه الوافدین
بطیحه الوافدین (به عربی: بطيحة الوافدين) یک روستا در سوریه است که در استان ریف دمشق واقع شده‌است.
 بطیحه الوافدین  ۱۶٬۵۳۹ نفر جمعیت دارد.